# Château d'En-Bas (Vaud)
Pour les articles homonymes, voir château d'En-Bas.
Le château d'En-Bas est un château situé dans la commune vaudoise de Mex, en Suisse.

## Histoire
Seigneurie depuis le début du XIVe siècle, Mex est divisé en deux à la suite de la construction du château d'En-Bas en 1403 qui devient un fief et hommage-lige de la famille de Cossonay alors que le château d'En-Haut reste dans les mains de la famille de Charrière. En 1898, les deux châteaux sont à nouveau réunis par le colonel Ferdinand de Charrière qui rachète le domaine du Bas après avoir hérité de celui du Haut. 
Menacé par la construction de l'autoroute A1 dans les années 1970, le domaine du château d'En-Bas est finalement sauvé grâce à la piste d'aviation construite en 1948 par le propriétaire de l'époque au bas du parc. Cette piste privée en herbe est en effet alors considérée comme terrain de secours par l'office fédéral de l'aviation, impliquant ainsi une modification du tracé de l'autoroute.
Le château est inscrit comme bien culturel suisse d'importance nationale.